# Вакулки
Вакулки (укр. Вакулки) — село,
Недригайловский поселковый совет,
Недригайловский район,
Сумская область,
Украина.
Код КОАТУУ — 5923555101. Население по переписи 2001 года составляло 119 человек.

## Географическое положение
Село Вакулки находится на левом берегу реки Сула,
выше по течению на расстоянии в 1,5 км расположено село Луки,
ниже по течению на расстоянии в 1 км расположен пгт Недригайлов,
на противоположном берегу — село Цибуленки.
По селу протекает пересыхающий ручей с запрудой.
Рядом проходит автомобильная дорога Н-07.

## Экономика
- Птице-товарная ферма.